# تيكومة ماكنية
تيكومة ماكنية (الاسم العلمي:Tecoma mackenii) هي نوع غير مؤكد من النباتات يتبع جنس التيكومة من الفصيلة البنيونية.